# 伊利伊內
47°1′0″N 36°5′56″E / 47.01667°N 36.09889°E
伊利伊內（烏克蘭語：Ільїне），2016年前名為潘菲利夫卡（烏克蘭語：Панфілівка）是位於烏克蘭東南部的村莊，由扎波羅熱州別爾江斯克區的切爾尼希夫卡市鎮負責管轄。該村處於喬克拉克河左岸，距離亞歷山德里夫卡2.5公里，始建於1962年，面積1.61平方公里，海拔高度116米，2001年人口316。